# Beschermd gebied van drie parallelle rivieren in Yunnan

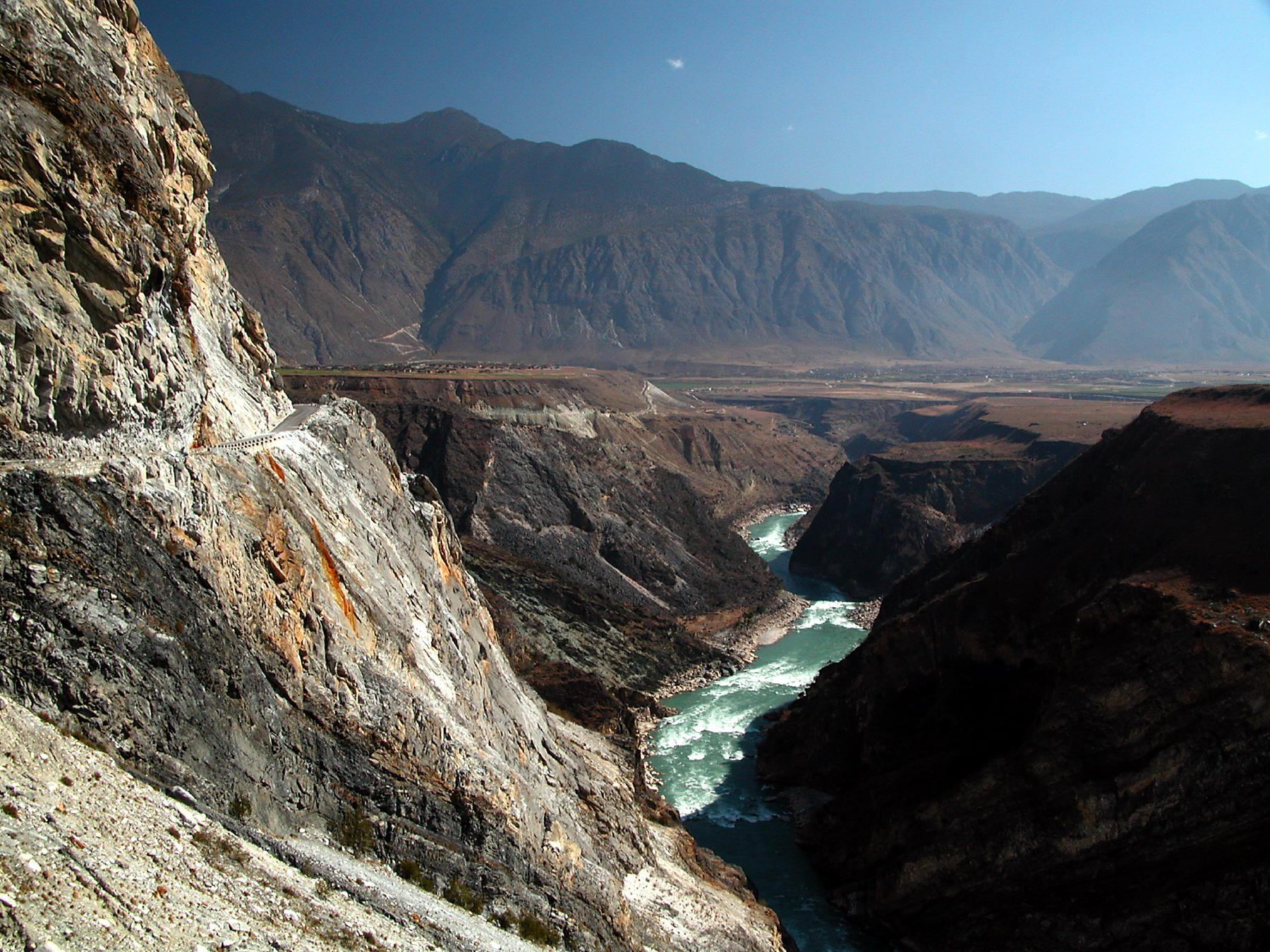
De bovenloop van de Yangtze, de Jinsha, net nadat ze door de Tijgersprongkloof is gestroomd (zicht richting noorden).

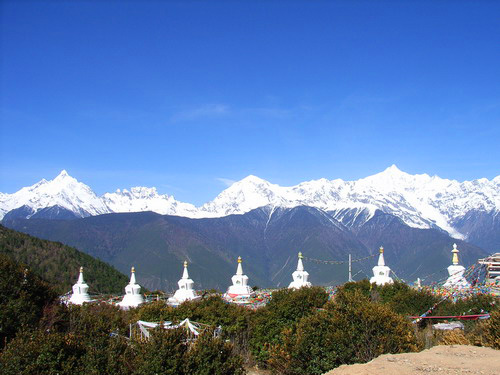
Meili Xueshan, ook wel de "Kawa Karpo" genoemd

Het beschermd gebied van drie parallelle rivieren in Yunnan is gelegen in het bergachtige noordwesten van de Chinese provincie Yunnan waardoorheen drie van 's werelds langste rivieren stromen: de Yangtze, de Mekong en de Salween. Het werd in 2003 door de UNESCO opgenomen in de werelderfgoedlijst.

## Overzicht
Het beschermd gebied is verspreid over 15 verschillende deelgebieden met een totale oppervlakte van 9.394 km² (ongeveer 1/3 van de oppervlakte van België) met daaromheen bufferzones met een oppervlakte van 7.589 km². Deze deelgebieden liggen verspreid over een oppervlakte van 180 km breed en met een lengte van 310 km van noord naar zuid. Hier stromen, gedurende meer dan 300 km, drie van 's werelds langste rivieren parallel aan elkaar, gescheiden door bergen met toppen van meer dan 6.000 meter, waarna zij hun stroom vervolgen, ieder in een compleet andere richting. De Salween mondt uit in de Indische Oceaan bij Moulmein in Myanmar, de Mekong in de Zuid-Chinese Zee nabij Ho Chi Minhstad en de Yangtze in de Oost-Chinese Zee bij Shanghai.
Unesco omschrijft het gebied als "mogelijk het meest biologisch divers gebied met een gematigd klimaat".
Ten westen van de drie parallelle rivieren in Yunnan, in Myanmar, stroomt nog een vierde parallelle rivier, de Irrawaddy. Ten noorden van het beschermd gebied ligt "Kham", een historische Tibetaanse regio. De bijnaam voor Kham is Chushi Gangdruk, wat zoveel betekent als "vier rivieren, zes bergketens".

## Beschermde deelgebieden
Het gebied bestaat uit 15 deelgebieden verspreid over 8 clusters:
- De drie afzonderlijke gebieden van de Gaoligongshan natuurreservaat
- Het Haba Xueshan natuurreservaat (waarin gelegen de Tijgersprongkloof)
- Het Bita meer natuurreservaat
- Het Yunling natuurreservaat
- Het Gongshan beschermd landschap
- Het Yueliangshan beschermd landschap
- Het Pianma beschermd landschap
- Het Baima-Meili Xueshanreservaat (met 6.740 meter, de hoogste piek van het gebied)
- Het Julong meer beschermd landschap
- Het Laowoshan beschermd landschap
- Het Hongshan beschermd landschap
- Het Qianhushan beschermd landschap
- Het Laojunshan beschermd landschap

## Flora en fauna
De bebossing van het Beschermd Drie Parallelle Rivieren gebied in Yunnan bestaat voor een groot gedeelte uit gemengd bos met zowel naaldbomen als loofbomen.
Ook vindt men hier, onder andere, meer dan 200 soorten rododendron en meer dan 100 soorten gentianen en primulas.
Het gebied is ook een thuishaven voor vele soorten zoogdieren waaronder verschillende soorten apen, de luipaard, pika's, muntjakherten en de rode panda. Daarnaast leeft er een groot aantal bedreigde diersoorten zoals: de Tibetaanse waterspitsmuis (Nectogale elegans), de spitsmuismol (Uropsilus soricipes), de bruine stompneusaap (Rhinopithecus bieti), de kuiflangoer (Trachypithecus pileatus), de beermakaak (Macaca arctoides), de assammakaak (Macaca assamensis), de gaoligongpika (Ochotona gaoligongensis), de Aziatische wilde hond (Cuon alpinus), de kleine panda (Ailurus fulgens), de Aziatische zwarte beer (Ursus thibetanus), de Indiase otter (Lutra perspicillata), de luipaard (Panthera pardus), de sneeuwluipaard (Uncia uncia), de nevelpanter (Neofelis nebulosa), het gongshanmuntjak (Muntiacus gongshanensis), het zwart muskushert (Muschus fuscus), de takin (Budorcus taxicolor), de rode goral (Naemorhedus baileyi) en de langstaartgoral (Naemorhedus caudatus).
Veel van de flora en fauna in het gebied is endemisch.

## Afbeeldingen

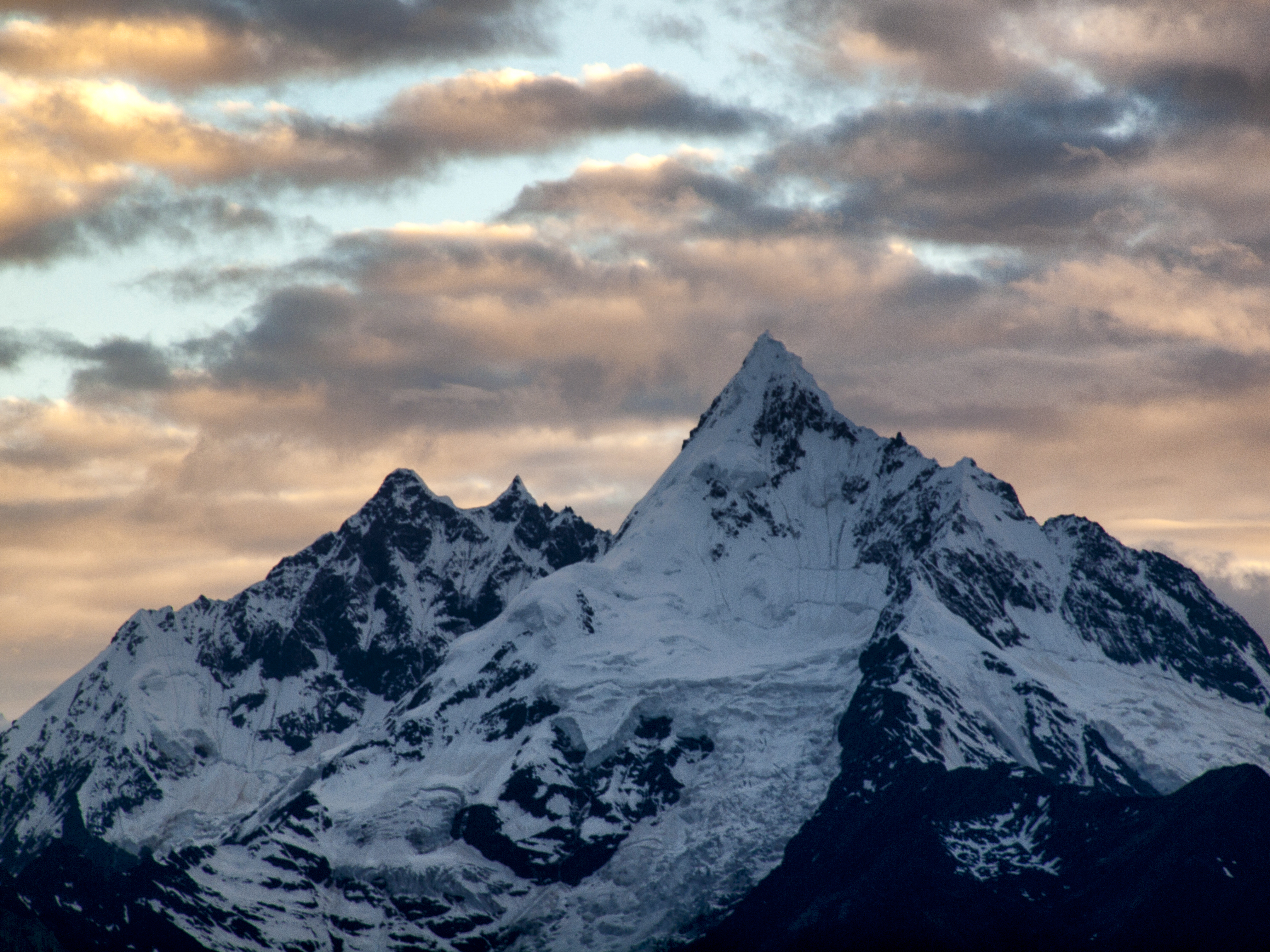
Meili Xueshan
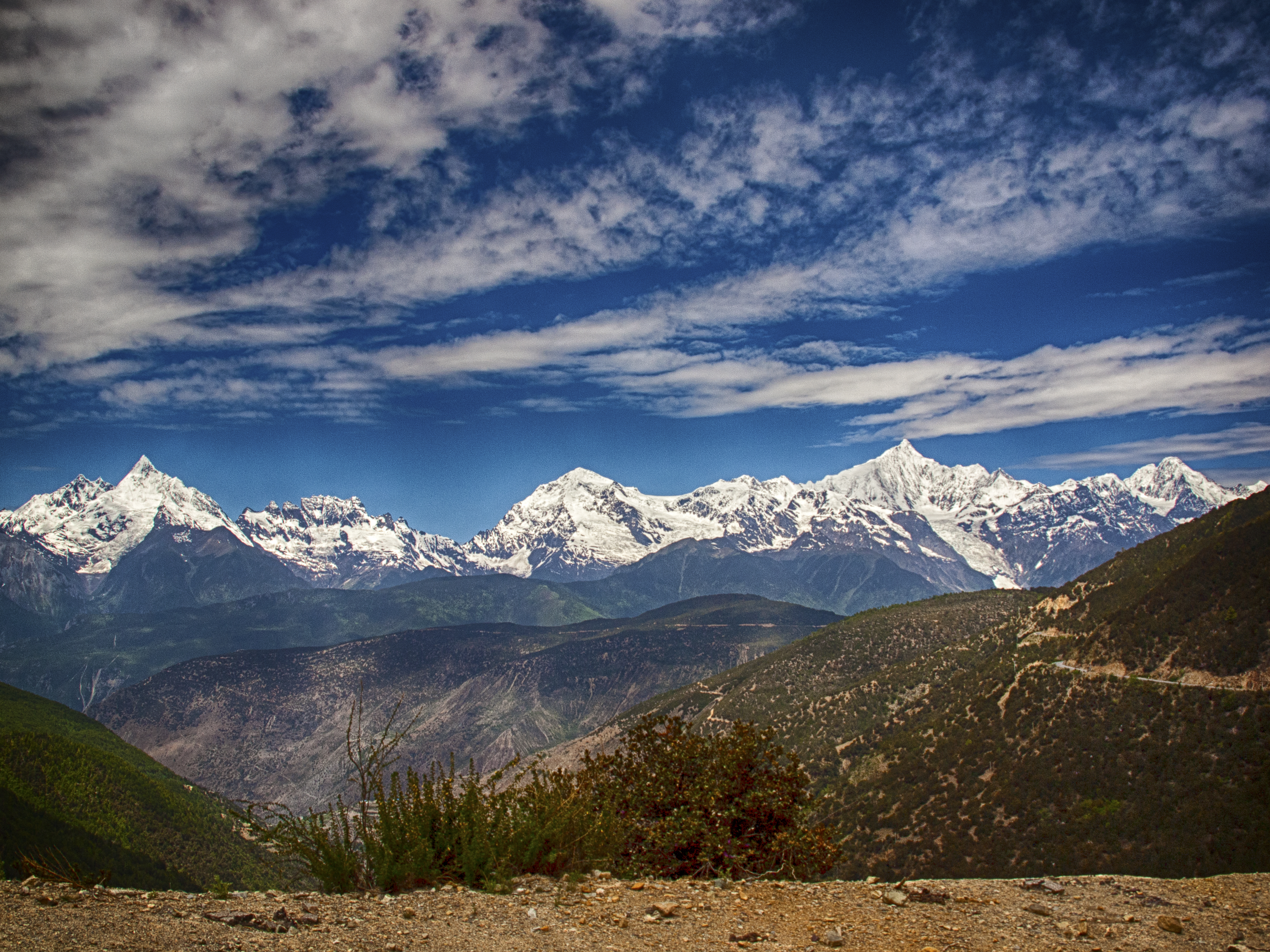
Meili Xueshan
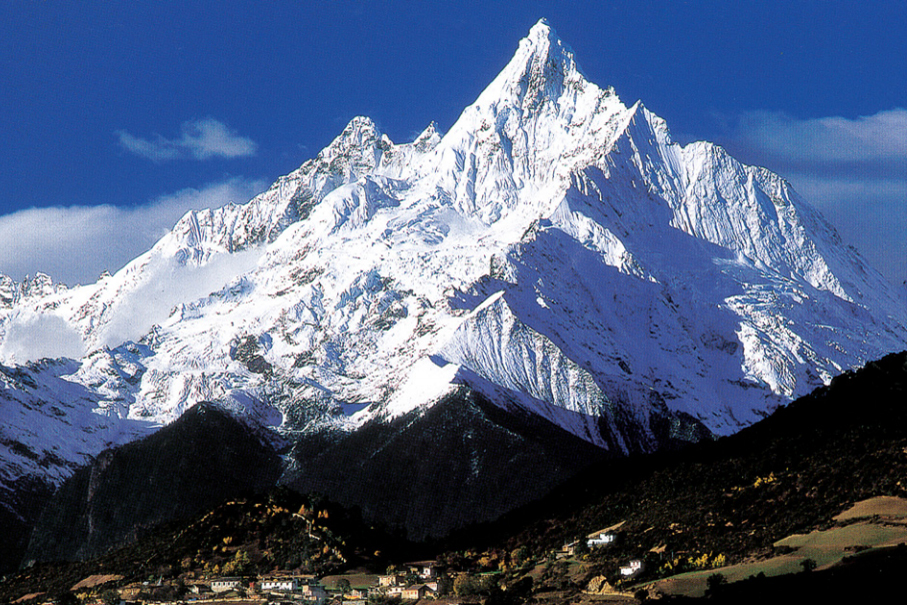
Meili Xueshan
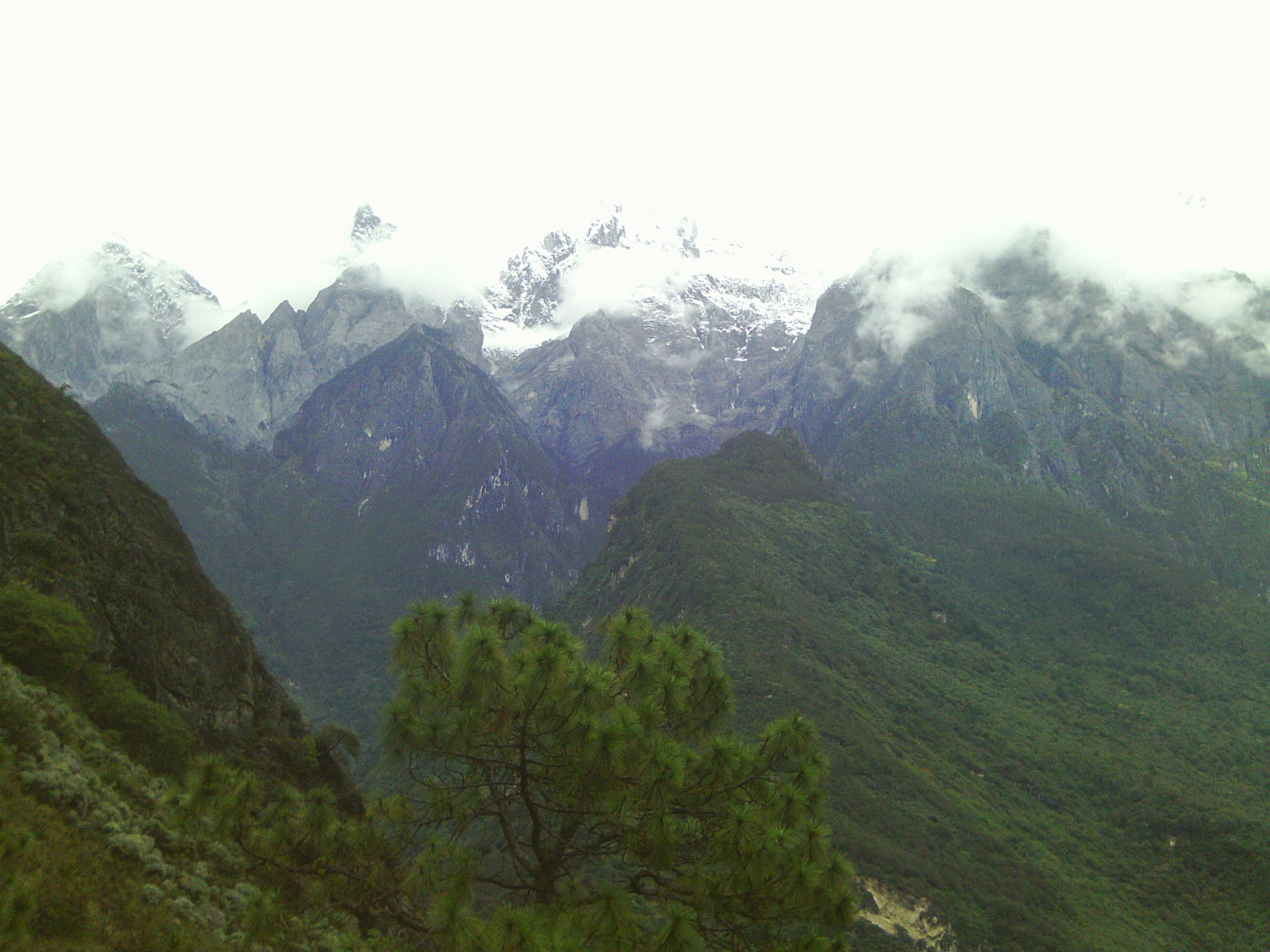
Tijgersprongrug

Chinese Muur · Heilige berg Taishan · Verboden Stad · Paleis van Mukden · Mogaogrotten · Mausoleum van de eerste Qin-keizer · Vindplaats van de Pekingmens in Zhoukoudian · Berglandschap van Huang Shan · Jiuzhaigou-vallei · Huanglong · Wulingyuan · Bergresidentie en afgelegen tempels van Chengde · Tempel en begraafplaats van Confucius en het huis van de familie Kong in Qufu · Oud gebouwencomplex in de Wudangbergen · Historisch ensemble van het Potala-paleis in Lhasa · Jokhangtempel · Norbulingkatempel · Nationaal park Lushan · Landschap rond de berg Emei, inbegrepen het gebied van de Grote Boeddha van Leshan · Oude stad Lijiang · Oude stad Pingyao · Suzhou · Zomerpaleis, een keizerlijke tuin in Peking · Tempel van de hemel, een keizerlijk offeraltaar in Peking · Rotssculpturen van Dazu · Wuyigebergte · Oude dorpen in zuidelijk Anhui - Xidi en Hongcun · Keizerlijke paleizen van de Ming- en Qing-dynastieën in Peking en Shenyang · Grotten van Longmen · Qingcheng en Dujiangyan-irrigatiesysteem · Grotten van Yungang · Beschermd gebied van drie parallelle rivieren in Yunnan · Hoofdsteden en graven van het oude koninkrijk Koguryo · Historisch centrum van Macau · Reservaten van de reuzenpanda in Sichuan · Yinxu · Diaolou en dorpen in Kaiping · Zuid-Chinese karstlandschap · Tulou in Fujian · Nationaal park Sanqingshan · Wutai Shan · Cultuurlandschap van het Westelijke Meer van Hangzhou · Tian Shan in Xinjiang · Cultuurlandschap van rijstterrassen van de Hani in Honghe · Het Grote Kanaal · Zijderoute: het wegennetwerk van de Chang'an-Tiensjancorridor · Sites van de Tusi · Cultuurlandschap met rotstekeningen van Zuojiang Huashan · Hubei Shennongjia · Qinghai Hoh Xil · Gulangyu: een historische internationale nederzetting · Fanjingshan · Archeologische ruïnes van de stad Liangzhu · Trekvogelreservaten langs de kust van de Gele Zee en de Golf van Bohai · Quanzhou